# يان وارد
يان وارد (30 سبتمبر 1972 في المملكة المتحدة - ) (بالإنجليزية: Ian Ward)‏ هو لاعب كريكت بريطاني. شارك مع منتخب إنجلترا للكريكت. أما مع النوادي، فقد لعب مع نادي مقاطعة سري للكريكت ‏.

## وصلات خارجية
- يان وارد على موقع إي آس بي آن كريك إنفو (الإنجليزية)